# Aone van Engelenhoven
Aone van Engelenhoven (ur. 1962) – holenderski językoznawca. Zajmuje się badaniami z zakresu lingwistyki i antropologii w Indonezji i Timorze Wschodnim oraz wśród ludności molukańskiej w Holandii. Jego zainteresowania naukowe koncentrują się wokół dokumentacji języków mniejszościowych, rekonstrukcji i klasyfikacji języków Moluków oraz badaniu tradycji ustnych.
Kształcił się na Uniwersytecie w Lejdzie, gdzie w 1987 r. ukończył studia magisterskie. Doktorat z językoznawstwa uzyskał w 1995 r. na tej samej uczelni. W 1993 r. objął stanowisko wykładowcy.
Sporządził opis języka leti ze wschodniej Indonezji. W 2007 r. odnotował istnienie języka rusenu (Timor Wschodni), niepoznanego na gruncie lingwistyki.

## Wybrane publikacje
- The position of Makuva among the Austronesian languages of East Timor and Southwest Maluku (2009)
- Leti, a language of Southwest Maluku (2004)
- The Spoor of the mythical Sailfish (2013)
- Concealment, Maintenance and Renaissance: language and ethnicity in the Moluccan community in the Netherlands (2002)